# Apponyi

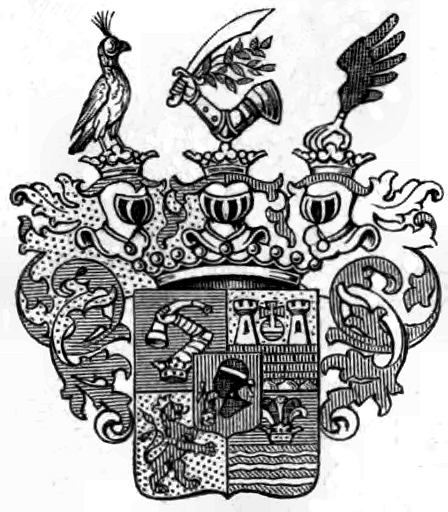
Stema conților Apponyi von Nagy-Apponyi 1739

Apponyi von Nagy-Apponyi, de asemenea Appony, (în maghiară Gróf nagyapponyi Apponyi) este o veche familie nobiliară maghiară, apoi austriacă.

## Istoric
Acest veche familie maghiară a fost menționată într-un document din 1305 prin Aladarius de Péch. Acesta avea doi fii, Thomas, castelan de Cseits, și Nikolaus, care era în jurul anului 1315 comite al comitatului Honter. Ambii au primit de la regele Carol I al Ungariei moșiile Kiss-Eör și Berencz și în 1317 pe cele de laVeczka, Nagy-Bany, Nadan, Sipko, Kulpud și Ujick.
Avraam Ruffus de Peczh (Peech) a fost castelan de Cseits, Ujvar și Berencz și în 1343 trimis al regelui Ludovic I al Ungariei la Papa Clement al VI-lea. În anul 1369 regele a confirmat fiilor castelanului, Thomas Ruffus de Peczh, Ștefan și Petru, moșiile Nagy-Bany, Zeplak, Nadan și altele.
Magistrul Thomas Ruffus de Peczh a schimbat în anul 1392 cu împăratul Sigismund castelul și moșia Cseklecz cu toate posesiunile din și din din jurul orașului Pressburg și dreptul de a percepe taxe vamale pentru navele ce navigau pe Dunăre cu moșia Appony pe care se afla un castel construit în secolul al XIII-lea (în germană: Groß-Apponitz, astăzi Oponice din Slovacia), în comitatul Nitra, de la care derivă titlul său și al descendenților săi.
Peter Paul von Appony a primit la Praga pe 27 noiembrie 1607 rangul de baron al Moraviei.
Georg von Apponyi a căzut în 1594 pe câmpul de luptă într-o bătălie împotriva turcilor. Paul von Apponyi a semnat Tratatul de la Viena din 1606. În 1618 el a fost delegat de Reichstag la negocierile de rectificare a granițelor dintre Ungaria și Moravia. În 1622 a devenit protector, apoi Baro tabulae Judiciorum octavalium. În același timp, Niklas von Apponyi s-a remarcat prin actele sale de vitejie și a luptat în bătăliile de la Keresztes și Székesfehérvár. Niklas cel Tânăr a fost implicat în recucerirea cetății Buda împreună cu câțiva din oamenii săi.

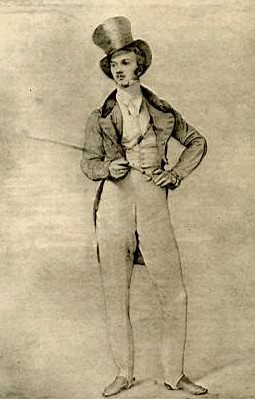
Rudoph von Apponyi (1802–1853)

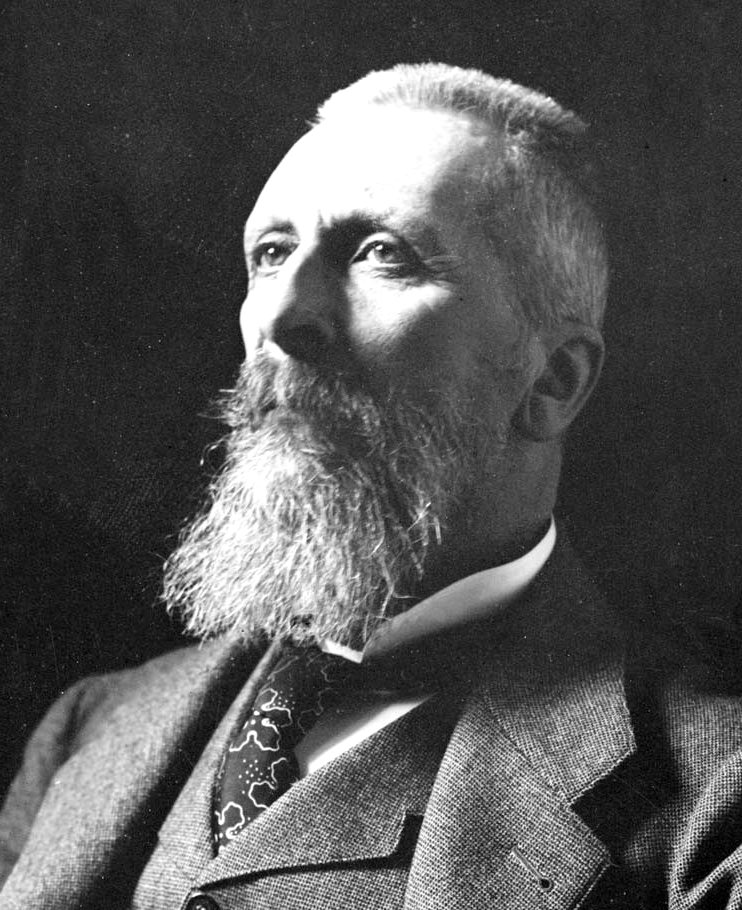
Albert von Apponyi

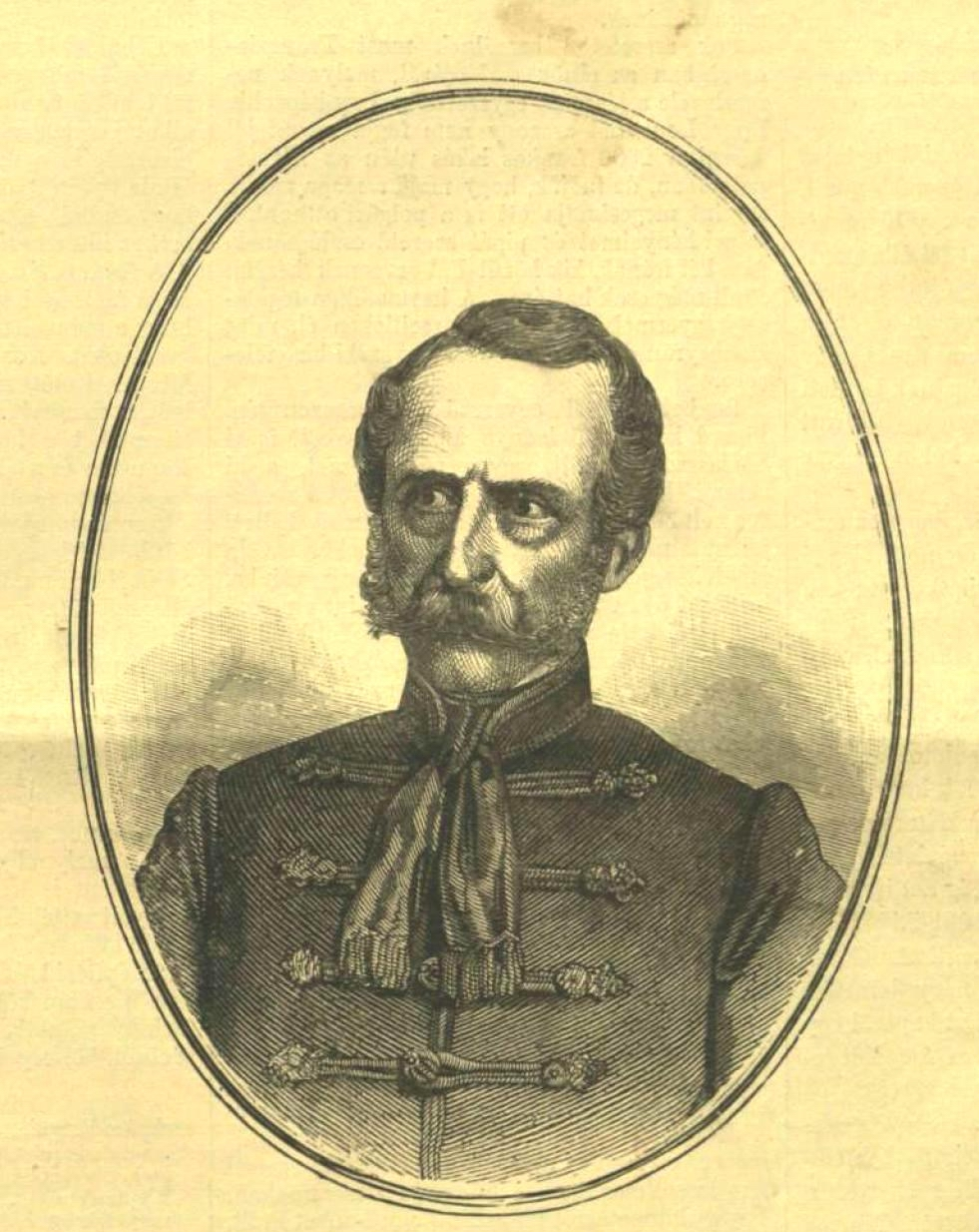
Georg von Apponyi

Lazar von Appony, fiul celui de mai sus, a obținut în semn de recunoaștere a serviciilor aduse monarhiei titlul de baron printr-o diplomă emisă pe 16 februarie 1718 la Viena de împăratul Carol al VI-lea și apoi titlul de conte printr-o diplomă emisă la 30 mai 1739, la Laxenburg.
În timpul Răscoalei lui Francisc al II-lea Rákóczi (1703-1711) cetatea și castelul Appony au fost demolate în 1708. Rămășițele clădirilor au fost reparate începând din anul 2000.
Din linia tânără a familiei Apponyi a provenit Joseph Apponyi de Nagy-Apponyi, fiul lui Paul Apponyi și al contesei Johanna von Herberstein și nepotul lui Johann Apponyi și al Theresei Freiin von Korlathkeö, conform diplomei de la Viena din 8 aprilie 1808.
În cabana de vânătoare mare, care a fost locuită de membrii familiei până în 1940 și este acum un hotel de lux, se află acum o parte din biblioteca contelui Anton Georg von Apponyi.

## Posesiuni (selecție)
Moșia principală Apáti; moșia Högyész și Eberhard; moșia Nagy-Appony și Kötesd; moșia Pálfa și Szent-György-Ur; moșia Gross-Appony
și Korlathkeö.

## Membri notabili ai familiei
- Albert Graf Apponyi von Nagy-Apponyi (1846-1933), politician maghiar
- Alexander Graf Apponyi von Nagy-Apponyi (1844-1924), bibliofil și colecționar maghiar
- Anton Georg Graf Apponyi von Nagy-Apponyi (n. 1 decembrie 1755, Pressburg - d. 17 martie 1817, Viena) a fost, printre altele, consilier de stat, comisar al curții imperiale și președinte al Companiei de Navigație a Regatului Ungariei, precum și ambasador la Roma, Londra și Paris. Contele a fost fondatorul celebrei biblioteci Apponyi cu peste 50.000 de volume (inclusiv o colecție prețioasă de incunabule) din Viena, care a fost relocată la Bratislava în 1827. Anton Georg a fost, de asemenea, patron muzical, cofondator al Societății Prietenilor Muzicii din Viena în 1812 și apoi, din 1813, directorul ei. Joseph Haydn i-a dedicat în 1793 șase cvartete de coarde Op. 71 și 74, așa-numitele „Cvartetele Apponyi”. El a fost căsătorit cu Maria Franziska Josepha, contesă de Lamberg-Sprinzenstein (1734-1787).[5][6]
- Anton Graf Apponyi von Nagy-Apponyi (1782-1852), fiul celui de sus, diplomat maghiar
- Georg Apponyi von Nagy-Apponyi (1808-1899), politician maghiar
- Geraldine Apponyi von Nagy-Apponyi (1915-2002), regina Albaniei (1938-1939)
- Rudolf Apponyi von Nagy-Appony (1802-1853), diplomat maghiar
- Rudolph von Apponyi (1812-1876), diplomat austro-ungar